# Songwriters Hall of Fame
Songwriters Hall of Fame blev grundlagt i 1969 som en liste over fortjenstfulde sangskrivere af sangskriveren Johnny Mercer og musikforlæggerne Abe Olman og Howie Richmond. Der er tilknyttet et galleri til listen, som findes i The Grammy Museum i Los Angeles. Udover listen uddeles der også særlige priser.

## Johnny Mercer Award
- 1980 – Frank Sinatra
- 1981 – Yip Harburg
- 1982 – Harold Arlen
- 1983 – Sammy Cahn
- 1985 – Alan Jay Lerner
- 1986 – Mitchell Parish
- 1987 – Jerry Herman
- 1990 – Jerry Bock & Sheldon Harnick
- 1991 – Betty Comden & Adolph Green
- 1992 – Burton Lane
- 1993 – Jule Styne
- 1994 – Irving Caesar
- 1995 – Cy Coleman
- 1996 – Burt Bacharach & Hal David
- 1997 – Alan Bergman & Marilyn Bergman
- 1998 – Paul Simon
- 1999 – Stephen Sondheim
- 2000 – Jerry Leiber & Mike Stoller
- 2001 – Billy Joel
- 2002 – Michael Jackson
- 2003 – Jimmy Webb
- 2004 – Stevie Wonder
- 2005 – Smokey Robinson
- 2006 – Kris Kristofferson
- 2007 – Dolly Parton
- 2008 – Paul Anka
- 2009 – Holland-Dozier-Holland
- 2010 – Phil Collins
- 2011 – Barry Mann & Cynthia Weil
- 2012 –
- 2013 – Elton John & Bernie Taupin
- 2014 – Kenneth Gamble & Leon Huff
- 2015 – Van Morrison
- 2016 – Lionel Richie
- 2017 – Alan Menken
- 2018 – Neil Diamond
- 2019 – Carole Bayer Sager
- 2022 – Paul Williams[2][3]
- 2023 – Tim Rice
- 2024 - Diane Warren

## Hal David Starlight Award
- 2004 – Rob Thomas
- 2005 – Alicia Keys
- 2006 – John Mayer
- 2007 – John Legend
- 2008 – John Rzeznik
- 2009 – Jason Mraz
- 2010 – Taylor Swift
- 2011 – Drake
- 2012 – Ne-Yo
- 2013 – Benny Blanco
- 2014 – Dan Reynolds (Imagine Dragons)
- 2015 – Nate Ruess (Fun)
- 2016 – Nick Jonas
- 2017 – Ed Sheeran
- 2018 – Sara Bareilles
- 2019 – Halsey
- 2022 - Lil Nas X
- 2023 - Post Malone
- 2024 - SZA

## Sammy Cahn lifetime achievement award
- 1980 – Ethel Merman
- 1981 – Tony Bennett
- 1982 – Dinah Shore
- 1983 – Willie Nelson
- 1984 – Benny Goodman
- 1985 – John Hammond
- 1987 – Jerry Wexler
- 1988 – Dick Clark
- 1989 – Quincy Jones
- 1990 – B.B. King
- 1991 – Gene Autry
- 1992 – Nat King Cole
- 1993 – Ray Charles
- 1994 – Lena Horne
- 1995 – Steve Lawrence & Eydie Gormé
- 1996 – Frankie Laine
- 1997 – Vic Damone
- 1998 – Berry Gordy
- 1999 – Kenny Rogers
- 2000 – Neil Diamond
- 2001 – Gloria & Emilio Estefan
- 2002 – Stevie Wonder
- 2003 – Patti LaBelle
- 2004 – Neil Sedaka
- 2005 – Les Paul
- 2006 – Peter, Paul & Mary
- 2012 – Bette Midler